# Skuraty (rejon miński)
Skuraty (biał. Скураты; ros. Скураты) – wieś na Białorusi, w obwodzie mińskim, w rejonie mińskim, w sielsowiecie Borowlany.